# شارلی ویلیامز (بازیکن فوتبال)
شارلی ویلیامز (انگلیسی: Charlie Williams؛ ۱۹ نوامبر ۱۸۷۳ – ۱۹۵۲ (۷۸−۷۹ سال)) یک بازیکن فوتبال اهل بریتانیا بود.